# Marpesa

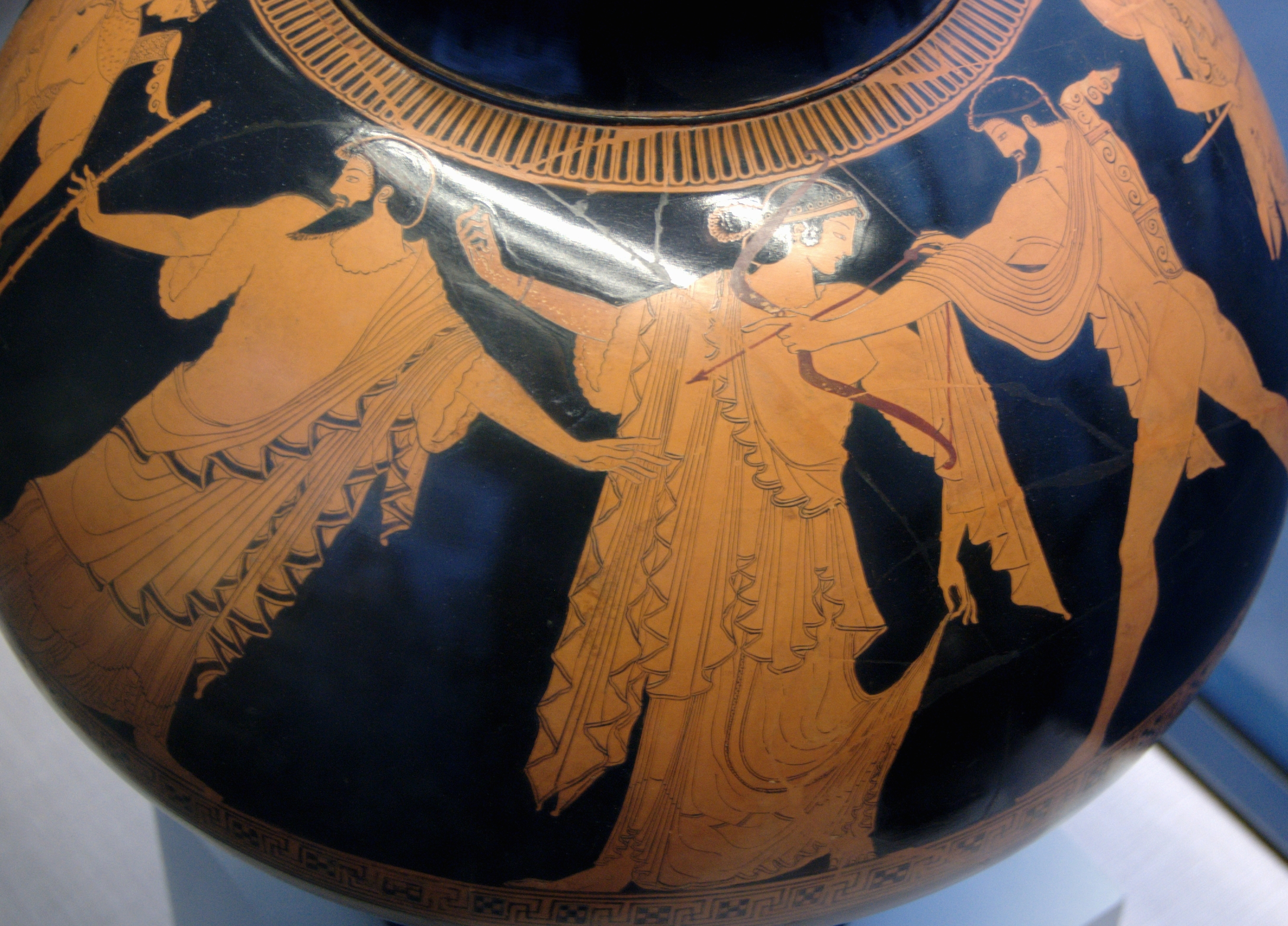
Psykter de figuras rojas (ca. 480 a. C.): Zeus separa de Apolo a Idas y Marpesa. Colección Estatal de Antigüedades (Staatliche Antikensammlungen) del Kunstareal (Múnich).

En la mitología griega, Marpesa (en griego Μάρπησσα) era la hija de Eveno y de Alcipe, hija de Enómao. Desciende de Ares, por parte tanto de padre como de madre.  
Marpesa, mientras era cortejada por Apolo, fue raptada por Idas, hijo de Afareo, que se la llevó en un carro volador. Eveno lo persiguió en otro carro hasta el río Licormas; como no pudo alcanzar a Idas, Eveno degolló a los caballos y se lanzó a la corriente, que a partir de entonces sería llamada como él: el río Eveno. Llevando consigo a Marpesa, Idas llegó hasta Mesenia. Allí se encontró con Apolo, que le arrebató a la muchacha. Estando los dos en disputa, Zeus los separó en persona e instó a Marpesa a que escogiera entre los dos. Temiendo Marpesa que Apolo la abandonara cuando ella envejeciese, escogió a Idas.
No obstante Homero dice que Apolo intentó raptar a Marpesa estando casada ya con Idas y fue en este momento cuando Idas blandió su arco para enfrentarse contra Apolo. A su debido tiempo Marpesa alumbró una hija de Idas, Cleopatra. Esta fue escogida como esposa para Meleagro. A Cleopatra sus padres le pusieron el sobrenombre de Alcíone («alción»), porque Marpesa, sufriendo la suerte del alción, se deshacía en lágrimas mientras Apolo se la llevaba lejos. Cuando Idas cayó muerto a manos de Polideuco, Marpesa no soportó su pérdida y terminó suicidándose.